# Добре (Мазовецьке воєводство)
Добре (пол. Dobre) — місто в Польщі, у гміні Добре Мінського повіту Мазовецького воєводства.
Населення — 1687 осіб (2011). З 1 січня 2024 року має статус міста.

## Демографія
Демографічна структура станом на 31 березня 2011 року:
|          | Загалом | Допрацездатний вік | Працездатний вік | Постпрацездатний вік |
| -------- | ------- | ------------------ | ---------------- | -------------------- |
| Чоловіки | 823     | 177                | 591              | 55                   |
| Жінки    | 864     | 184                | 546              | 134                  |
| Разом    | 1687    | 361                | 1137             | 189                  |